# Partido Cívico Renovador
El Partido Cívico Renovador (PCR) es un partido político de República Dominicana, fundado en el año 2006, como un movimiento político llamado Movimiento Cívico Renovador, por Jorge Radhamés Zorrilla Ozuna y un conjunto de ciudadanos dominicanos, con apego al ordenamiento constitucional y con orientación al socialismo democrático. y la socialdemocracia
El 16 de diciembre de 2009, es reconocido como Partido Cívico Renovador (PCR) por la Junta Central Electoral. En el 2012,  el Partido Cívico Renovador participó en las elecciones presidenciales de su país, apoyando directamente al candidato por el Partido de la Liberación Dominicana, Danilo Medina, mediante la Alianza Morada.

## Organización
Los estatutos generales dictan los parámetros de desarrollo y organización del partido político. La Asamblea Nacional es el organismo ejecutivo de la Dirección Nacional, y está integrado por el presidente del Partido.

### Asamblea General
Es el máximo organismo del Partido, la cual está integrada por:
- Los miembros de la Dirección Nacional
- Por el presidente(a) y el Secretario (a) de cada municipio
- Por el presidente de cada Distrito Municipal
- Por el presidente(a), el Secretario(a) general, el Secretario(a) de Organización, el Secretario(a) Electoral, la secretaria de la Mujer, y el Secretario(a) de la Juventud de los comités provinciales, exceptuando el Distrito Nacional.

Las provincias de Santo Domingo y la provincia de Santiago son representadas por:
- Diez delegados del Distrito Nacional, escogidos por su dirección
- Diez delegados de la Provincia de Santo Domingo, escogidos por su dirección
- Diez delegados de la Provincia de Santiago, escogido por su dirección
- Los(as) Presidente(a) y los(as) Secretario(a) general de las seccionales del exterior donde el Partido esté organizado

La Asamblea Nacional se reunirá ordinariamente cada dos (2) años y extraordinariamente cada vez que el presidente(a) y el Secretario(a) General, la comisión ejecutiva o las dos terceras partes de los miembros de la Dirección Nacional así lo requieran.
Son atribuciones de la Asamblea Nacional:
- Aprobar y/o modificar los lineamientos generales del PCR
- Aprobar y/o modificar los Estatutos Generales
- Elegir la Dirección Nacional
- Elegir el presidente(a) y al Secretario(a) General del PCR

### Dirección Nacional
La Dirección Nacional está integrada por todos los miembros que conforman la Comisión Ejecutiva, Comisión política, los presidentes, y los secretarios generales de los comités provinciales, y los presidentes de los Comités Municipales y Distritos Municipales.
La Dirección Nacional tiene como atribuciones:
- Elegir a todos los miembros de la Comisión Ejecutiva, con la excepción del PRESIDENTE del partido y el Secretario(a) General del PCR.
- Elegir a los Secretarios Nacionales
- Elegir a los Directores Regionales
- Cumplir y aplicar políticas aprobadas por la Asamblea Nacional
- Conocer los informes de la Comisión Ejecutiva
- La Dirección Nacional se reunirá ordinariamente cada seis (6) meses y extraordinariamente cada vez que el presidente y Secretario General o las dos terceras partes de sus miembros decidan convocarlo.

### Comisión Ejecutiva
La Comisión Ejecutiva es el organismo que ejecuta, dirige y supervisa las políticas aprobadas por La Asamblea y la Dirección Nacional del partido.
La Comisión Ejecutiva estará integrada por el presidente(a), los Vicepresidentes, el Secretario (a) General, los Subsecretarios Generales, los Secretarios Nacionales, los Directores Regionales, y los presidentes del Distrito Nacional, las provincias Santo Domingo y Santiago.
Las funciones principales de la Comisión Ejecutiva son:
- Implementar las políticas diseñadas por la Dirección Nacional las resoluciones y políticas aprobadas por la Asamblea Nacional
- Dirigir las relaciones con otras organizaciones nacionales e internacionales
- Recomendar, aprobar y modificar los reglamentos que regulen estos estatutos
- Proponer a la Asamblea Nacional los nombres de los aspirantes a miembros de la Dirección Nacional
- La Comisión Ejecutiva se reunirá trimestralmente

### Comisión Política
La Comisión política es el organismo estratégico del PCR que traza, dirige y supervisa las políticas y resoluciones aprobadas por La Asamblea y por la Dirección Nacional.
Está integrada por 9 miembros: el presidente(a), el primer Vicepresidente, el Secretario(a) General, el Secretario (a) de Finanzas, el Secretario(a) de Organización, los Presidentes del Distrito Nacional y las provincias de Santo Domingo y Santiago y un noveno miembro designado por el presidente del PCR.
Las funciones de la Comisión Política son:
- Designar cuantas comisiones estime necesaria para la realización de trabajos específicos
- Dar seguimiento a las políticas, acciones y resoluciones aprobadas por Dirección Nacional y la Comisión Ejecutiva
- Decidir los casos sometidos por la Comisión de Disciplina
- Elaborar reglamentos, códigos y procedimientos para normalizar asuntos específicos de la estructura y los diferentes organismos del PCR

## Símbolos representativos
La bandera del Partido Cívico Renovador está constituida por cinco franjas horizontales de colores: verde, que simboliza la esperanza, amarilla, simbolizando la justicia y la fe en la democracia y roja. En el centro se encuentra el emblema que está formado por una mano blanca que sostiene una llama roja, simbolizando la solidaridad para con la Nación Dominicana. Alrededor del emblema se encuentran el nombre y las siglas del Partido Cívico Renovador en letras de color azul marino. En la parte inferior se encuentra su lema con las palabras: Democracia, Justicia y Solidaridad. Las letras del himno del partido fueron elaboradas por su presidente, Jorge Radhamés Zorrilla Ozuna.

## Presidencia
El Presidente(a) es el vocero y representante oficial del partido, preside la Asamblea Nacional, la Dirección Nacional y la Comisión Ejecutiva.
Son atribuciones del Presidente(a) convocar cuando lo estime necesario la Dirección Nacional, la Comisión Ejecutiva y la Comisión Política para resolver cualquier situación de urgencia que se presente y que afecte algún aspecto del país o del funcionamiento del PCR.
- Presidir todas las reuniones del PCR
- Designar la comisión de Asesores
- Convocar solo o en compañía del Secretario(a) General de manera extraordinaria la Asamblea Nacional
- Preservar los bienes del PCR
- Administrar conjuntamente con el director de Finanzas los ingresos y egresos del PCR

### Presidente actual
El Lic. Jorge Radhamés Zorrilla Ozuna es actual presidente y fundador del Partido Cívico Renovador. Confeso seguidor del pensamiento de Juan Pablo Duarte, Gregorio Luperón, de José Francisco Peña Gómez y el profesor Juan Bosch, Jorge Zorrilla Ozuna fundamenta la ideología del Partido Cívico Renovador en, según se autodefinen, "servir a la Patria, al pueblo, a los dominicanos; rescatar nuestras raíces y defender la democracia plena, con la convicción férrea de que “un pueblo sin educación, sin alimentación, sin salud, sin vivienda, sin igualdad y sin equidad, no puede desarrollarse”.

## Pacto Progresista Renovador
El 8 de enero de 2012, la dirección del Partido de la Liberación Dominicana representada por su presidente Leonel Fernández, el secretario general, Reinaldo Pared Pérez y Danilo Medina, firmaron el Pacto Progresista Renovador entre este partido y el Partido Cívico Renovador (PCR), representado por su presidente Jorge Radhamés Zorrilla Ozuna y su secretario general Franklin White.
Mediante este acto el Partido Cívico Renovador respaldó la candidatura de Danilo Medina (como presidente de la República Dominicana) y Margarita Cedeño (como vicepresidenta) y fue realizado con la presencia de una representación del Comité Político del Partido de la Liberación Dominicana (PLD), del Comité Nacional de Campaña y la Dirección Nacional del Partido Cívico Renovador (PCR).
Además de los firmantes, del Partido de la Liberación Dominicana (PLD) estuvieron presentes Francisco Javier García, coordinador general de la campaña del PLD; Euclides Gutiérrez Félix, Jaime David Fernández Mirabal, Temístocles Montás, Roberto Salcedo, y senadores de distintas provincias del país.